# Pouzauges
Pouzauges ist eine französische Gemeinde mit 5641 Einwohnern (Stand 1. Januar 2022), die im Département Vendée in der Région Pays de la Loire liegt.

## Geographie
Die Stadt befindet sich südlich der Loire im Bocage der Vendée. Sie liegt auf dem Hügel Le Puy Crapaud mit 285 Meter Höhe.

## Geschichte
Die Festung von Pouzauges wurde von seinen ersten Herren errichtet. Im 13. Jahrhundert ging sie an die Mauléons über, die das Bauwerk fertigstellten, dann durch Allianz an die Thouars, deren letzter Abkömmling Gilles de Rais es dann übernahm.
Im 15. Jahrhundert gehörte sie den Vendômes, im 16. Jahrhundert dann den Gouffiers.
Errichtet durch die Baronie und abschnittsweise bereits abgerissen, wurde die Festung im 17. Jahrhundert an die Grignons verkauft, in ein Gefängnis verwandelt und bei der Revolution konfisziert. Das Schloss und die Burg wurden in den Französischen Religionskriegen verwüstet. Das Schloss Puy-Papin gehörte dem Generalabgeordneten der Reformierten Kirchen und wurde ein Lehen der Hugenotten.
Die Stadt wurde durch die von Louis Grignon angeordneten Massaker bekannt. Dieser war Kommandant einer der sogenannten Höllenkolonnen (frz. colonnes infernales) im Aufstand der Vendée.

## Verkehr
Pouzauges hat einen Bahnhof an der Bahnstrecke Les Sables-d’Olonne–Tours und wird im Regionalverkehr von Zügen des TER Pays de la Loire bedient.

## Denkmäler
- Die Königin von Haut Bocage; sie wird vom Bois de la Folie überragt

## Städtepartnerschaften
- Eye, Suffolk, England, Großbritannien
- Meitingen, Bayern, Deutschland
- Puertollano, Kastilien-La Mancha, Spanien

## Sonstiges
- Der Film von Jean Dréville, Entfesselte Leidenschaften, in dem Bourvil seine erste Rolle spielte, wurde im Sommer 1945 in Pouzauges gedreht.
- Pouzauges wurde durch Jeanne Cherhal in „Rural“ besungen.